# Accident ferroviaire de Bad Aibling
L'accident ferroviaire de Bad Aibling est une collision frontale entre deux trains entre les gares de Bad Aibling et de Kolbermoor en Allemagne qui a eu lieu le 9 février 2016. La collision a fait douze morts et une centaine de blessés. L'accident s'est produit sur la ligne de la vallée du Mangfall (de).

## Déroulement
La collision frontale de deux trains sur la ligne 5 622 — l’un, portant le n° 79 505 et roulant en direction de Rosenheim, et l’autre, portant le n° 79 506 et se dirigeant vers Holzkirchen — se produisit sur un tronçon à voie unique, parallèle à la rivière Mangfall canalisée, non loin de la station d’épuration de la ville de Bad Aibling, au kilomètre 30,3. 
Sur les quelque 150 personnes qui se trouvaient à bord des deux trains, douze perdirent la vie, et 81 furent blessées, dont 19 grièvement,. Ceux qui périrent dans l’accident sont les deux conducteurs, un moniteur des chemins de fer qui accompagnait le trajet en service régulier, ainsi que huit passagers.
En raison des vacances de carnaval, le taux d’occupation des trains était plus faible qu’aux jours ouvrés ordinaires, et en particulier il n’y avait aucun écolier.

## Enquête
Très vite l'enquête retient l'erreur humaine comme cause du drame, et les soupçons s'orientent vers l'aiguilleur chargé de la portion de voie unique où s'est produit la collision. Ce dernier est incarcéré en détention provisoire après avoir reconnu que le jour du drame, il jouait longuement sur son smartphone à un jeu en ligne pendant son travail. D'après le procureur de Traunstein, l'aiguilleur aurait commis une série de fautes en laissant passer sur un tronçon à une voie l'un des deux trains impliqués dans l'accident, qui était en retard, désactivant au passage le système de sécurité qui aurait dû déclencher un freinage automatique. Il s'est ensuite trompé en manipulant les touches de son clavier, empêchant les deux conducteurs d'entendre son appel d'urgence.

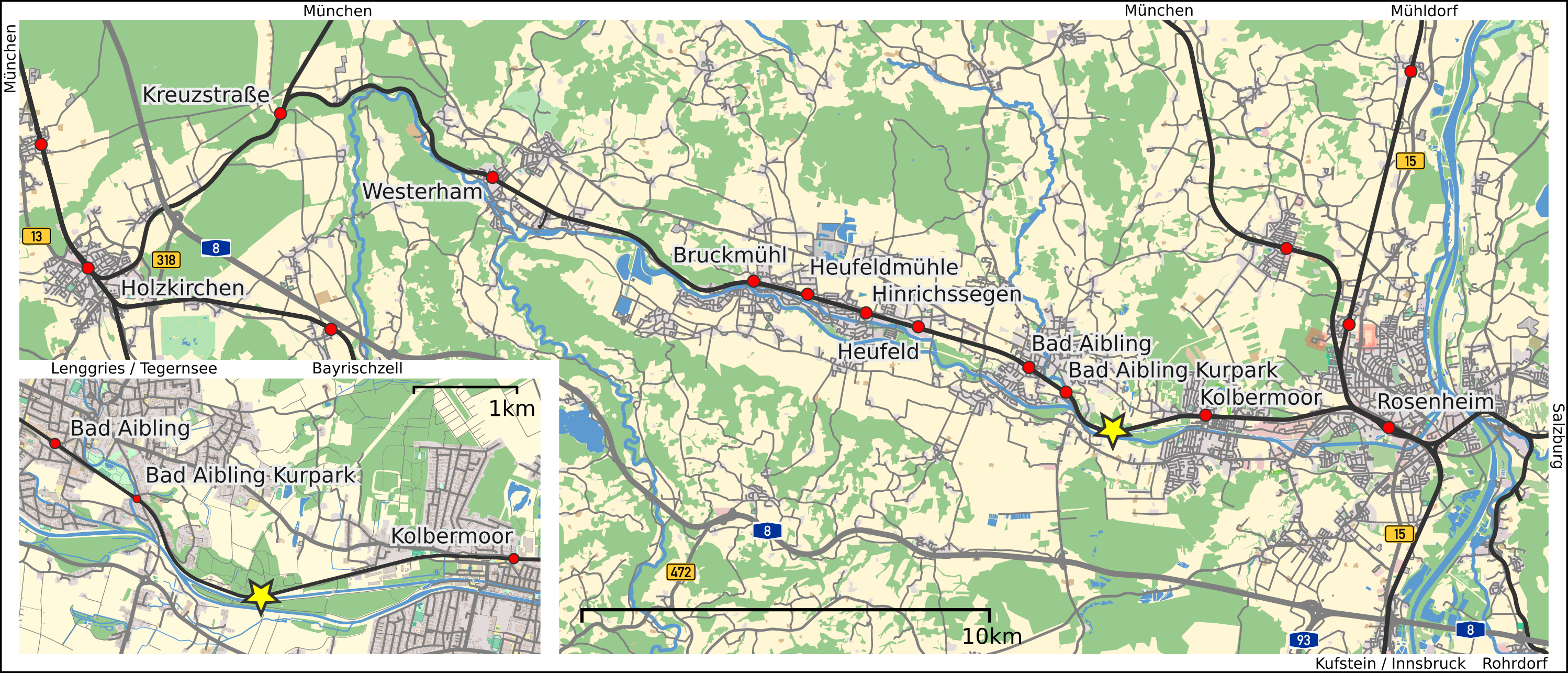
Carte de la voie ferrée de la vallée du Mangfall avec l'emplacement de l'accident.